# Antônio Carlos (político)
Antônio Carlos de Freitas Souza (Floriano, 12 de agosto de 1973) é um professor, filósofo, radialista e político brasileiro. Em 2011, foi eleito deputado estadual do Ceará pelo Partido dos Trabalhadores (PT) com 33.270 votos. 
Atualmente, ocupa o cargo de secretário-executivo na Secretaria de Articulação Política do Ceará.

## Biografia
Natural de Floriano, no Piauí, Antônio Carlos chegou em Fortaleza muito jovem. Começou sua militância no movimento estudantil, atuando como diretor do Grêmio Edson Luiz no então Colégio Positivo. Após a campanha de Lula à presidência em 1989, filiou-se ao PT e contribuiu para a criação do Coletivo de Juventude do partido.
Na gestão de Luizianne Lins (2005-2012), atuou como titular da Ouvidoria Geral do Município e assessor especial da prefeita.
Em 2010, foi eleito deputado estadual com 33.270 votos. Foi líder do governo Cid Gomes na Assembleia Legislativa do Ceará.
É membro do Diretório Municipal do PT em Fortaleza, onde já exerceu as funções de Secretário de Formação e Secretário Geral. É professor concursado de Filosofia e História na rede estadual.

Em 2025, foi eleito presidente municipal do PT Fortaleza, com 77,9% dos votos válidos.